# قرار مجلس الأمن التابع للأمم المتحدة رقم 1465
قرار مجلس الأمن التابع للأمم المتحدة رقم 1465، المتخذ بالإجماع في 13 شباط / فبراير 2003، بعد إعادة التأكيد على مبادئ ميثاق الأمم المتحدة والقرار 1373 (2001)، أدان المجلس الهجوم بالقنابل خارج نادي ال نوجال في بوغوتا، كولومبيا في 7 شباط / فبراير 2003.
وجدد مجلس الأمن التأكيد على ضرورة مكافحة التهديدات التي يتعرض لها السلم والأمن الدوليان من جراء الأعمال الإرهابية، وأدان التفجير الذي وقع في العاصمة الكولومبية وأودى بحياة العديد من الأشخاص وجرح الناس. وأعرب عن تعاطفه وتعازيه لأسر الضحايا وشعب وحكومة كولومبيا.
دعا القرار جميع الدول إلى التعاون مع السلطات الكولومبية وتقديم المساعدة لها لتقديم الجناة إلى العدالة وفقًا لالتزاماتها بموجب القرار 1373. واختتم المجلس كلمته بالإعراب عن تصميمه على مكافحة الإرهاب بكافة أشكاله.

## روابط خارجية
- نص القرار في undocs.org